# Micro Machines (spelserie)
Micro Machines är en serie datorspel med leksaksbilar, utvecklade av Codemasters och publicerad på flera plattformar (inklusive MS-DOS, Nintendo Entertainment System, Amiga, Sega Mega Drive, Super Nintendo Entertainment System, Game Boy, PlayStation 2, Nintendo 64, Xbox, Sega Game Gear och iOS-enheter). Serien är baserad på Micro Machines leksakslinje av miniatyrbilar.
Micro Machines spel har banor baserat på hemmamiljöer: som till exempel köksbord och skrivbord. Banorna innehåller också hinder i form av hushållsartiklar; ofta är möjligheten att falla av banan en fara i sig.

## Spel
- Micro Machines (1991)
- Micro Machines 2: Turbo Tournament (1994)
- Micro Machines Military (1996)
- Micro Machines V3 (1997)
- Micro Maniacs (2000)
- Micro Machines V4 (2006)
- Micro Machines World Series (2017)